# Latreutes anoplonyx
Latreutes anoplonyx är en kräftdjursart som beskrevs av Kemp 1914. Latreutes anoplonyx ingår i släktet Latreutes och familjen Hippolytidae. Inga underarter finns listade i Catalogue of Life.